# Кольно (гмина, Ольштыньский повет)
Кольно (пол. Kolno) — сельская гмина (волость) в Польше, входит как административная единица в Ольштынский повет, Варминьско-Мазурское воеводство. Население — 3529 человек (на 2004 год).

## Сельские округа
1. Бенся
2. Гурово
3. Кабины
4. Кольно
5. Коминки
6. Крузы
7. Лютры
8. Рын-Решельски
9. Самлавки
10. Тарнины
11. Тейстымы
12. Вонгсты
13. Вуйтово
14. Высока-Домброва

## Поселения
1. Аугустувка
2. Бочаново
3. Гаювка-Аугустовска
4. Гурково
5. Коленко
6. Отерки
7. Отры
8. Вулька

## Соседние гмины
1. Гмина Бискупец
2. Гмина Биштынек
3. Гмина Езёраны
4. Гмина Решель
5. Гмина Сорквиты